# Southern Hockey League 1973/1974
Sezóna 1973/1974 byla 1. ročníkem Southern Hockey League. Vítězem se stal tým Roanoke Valley Rebels, který skončil na prvním místě.

## Základní část
| Vysvětlivka |
| ----------- |
| Vítěz       |

| Poř. | Tým                       | Z  | V  | R  | P | VG  | OG  | B   |
| ---- | ------------------------- | -- | -- | -- | - | --- | --- | --- |
| 1.   | Roanoke Valley Rebels     | 72 | 53 | 19 | 0 | 366 | 244 | 106 |
| 2.   | Charlotte Checkers        | 72 | 44 | 27 | 1 | 309 | 227 | 86  |
| 3.   | Greensboro Generals       | 71 | 33 | 37 | 1 | 285 | 310 | 67  |
| 4.   | Winston-Salem Polar Twins | 72 | 26 | 44 | 2 | 283 | 363 | 54  |
| 5.   | Macon Whoopees            | 62 | 22 | 38 | 2 | 244 | 290 | 46  |
| 6.   | Suncoast Suns             | 31 | 9  | 22 | 0 | 123 | 176 | 18  |

## Hráčské statistiky základní části

### Kanadské bodování
Toto je konečné pořadí hráčů podle dosažených bodů. Za jeden vstřelený gól nebo přihrávku na gól hráč získal jeden bod.
| Poř. | Hráč             | Tým                       | Záp. | G  | A  | Body |
| ---- | ---------------- | ------------------------- | ---- | -- | -- | ---- |
| 1.   | Garry Swain      | Charlotte Checkers        | 68   | 34 | 64 | 98   |
| 2.   | Claude Piche     | Roanoke Valley Rebels     | 68   | 44 | 50 | 94   |
| 3.   | Camille Lapierre | Roanoke Valley Rebels     | 58   | 48 | 43 | 91   |
| 4.   | Wayne Chrysler   | Charlotte Checkers        | 69   | 28 | 61 | 89   |
| 5.   | Howie Heggedal   | Greensboro Generals       | 71   | 51 | 35 | 86   |
| 6.   | Michel Boudreau  | Roanoke Valley Rebels     | 70   | 33 | 48 | 81   |
| 7.   | Howie Colborne   | Winston-Salem Polar Twins | 70   | 33 | 48 | 81   |
| 8.   | Guy Burrowes     | Charlotte Checkers        | 71   | 29 | 52 | 81   |
| 9.   | Brian Carlin     | Winston-Salem Polar Twins | 66   | 36 | 42 | 78   |
| 10.  | Kirk Bowman      | Greensboro Generals       | 58   | 23 | 55 | 78   |

Záp. = Odehrané zápasy; G = Góly; A = Přihrávky na gól; Body = Body;